# Paul S. Fox
Pour les articles homonymes, voir Paul Fox et Fox.
Paul Samuel Fox est un chef décorateur américain né le 30 septembre 1898 à Corunna (Michigan) et mort en mai 1972 à Los Angeles (Californie).

## Filmographie (sélection)
- 1943 : Banana Split (The Gang's All Here) de Busby Berkeley
- 1944 : Laura d'Otto Preminger
- 1944 : Le Président Wilson (Wilson) d'Henry King
- 1946 : Le Fil du rasoir (The Razor’s Edge) d'Edmund Goulding
- 1947 : Le Mur invisible (Gentleman's Agreement) d'Elia Kazan
- 1947 : La Fière Créole (The Foxes of Harrow) de John M. Stahl
- 1948 : Choisie entre toutes (You Were Meant for Me) de Lloyd Bacon
- 1949 : Les Sœurs casse-cou (Come to the Stable) d'Henry Koster
- 1949 : L'Éventail de Lady Windermere (The Fan) d'Otto Preminger
- 1950 : Stella de Claude Binyon
- 1951 : David et Bethsabée (David and Bathsheba) d'Henry King
- 1951 : La Maison sur la colline (The House on Telegraph Hill) de Robert Wise
- 1952 : Les Neiges du Kilimandjaro (The Snows of Kilimanjaro) d'Henry King
- 1953 : Capitaine King' (King of the Khyber Rifles) d'Henry King
- 1953 : La Tunique (The Robe) d'Henry Koster
- 1953 : Le Général invincible (The President's Lady) d'Henry Levin
- 1954 : Désirée d'Henry Koster
- 1954 : Les Gladiateurs (Demetrius and the Gladiators) de Delmer Daves
- 1955 : La Mousson (The Rains of Ranchipur) de Jean Negulesco
- 1955 : Papa longues jambes (Daddy Long Legs) de Jean Negulesco
- 1956 : La Blonde et moi (The Girl Can't Help It) de Frank Tashlin
- 1956 : Arrêt d'autobus (Bus Stop) de Joshua Logan
- 1956 : Le Roi et moi (The King and I) de Walter Lang
- 1957 : Le soleil se lève aussi (The Sun also Rises) d'Henry King
- 1957 : Elle et lui (An Affair to Remember) de Leo McCarey
- 1957 : Une femme de tête (Desk Set) de Walter Lang
- 1958 : Un certain sourire (A Certain Smile) de Jean Negulesco
- 1959 : Le Bruit et la Fureur (The Sound and the Fury) de Martin Ritt
- 1960 : Can-Can de Walter Lang
- 1962 : Tendre est la nuit (Tender Is the Night) d'Henry King
- 1963 : Cléopâtre (Cleopatra) de Joseph L. Mankiewicz

## Distinctions
Oscar des meilleurs décors

### Récompenses
- en 1954 pour La Tunique
- en 1957 pour Le Roi et moi
- en 1964 pour Cléopâtre

### Nominations
- en 1947 pour Le Fil du rasoir
- en 1948 pour La Fière Créole
- en 1950 pour Les Sœurs casse-cou
- en 1952 pour La Maison sur la colline et pour David et Bethsabée
- en 1953 pour Les Neiges du Kilimandjaro
- en 1954 pour Le Général invincible
- en 1955 pour Désirée
- en 1956 pour Papa longues jambes
- en 1965 pour Un certain sourire